# Hölloch (Deutschland)
Das Hölloch ist eine natürliche Karsthöhle nahe der schwäbischen Marktgemeinde Oberstdorf im Landkreis Oberallgäu in Bayern.
Die Höhle liegt im Mahdtal direkt an der südlichen Grenze Deutschlands. Sie befindet sich auf dem Gebiet der Gemeinde Oberstdorf. Ein Zugang ist durch das Kleinwalsertal in Österreich möglich. Die Höhle hat eine vermessene Gesamtlänge von 12.900 Meter, erstreckt sich horizontal über 1823 Meter und hat einen Höhenunterschied von 452 Meter.
Die erste Befahrung des 76,6 Meter tiefen Eingangschachts und des Hauptgangs sowie deren erste Vermessung erfolgte 1906 von Hermann Paul aus Innerschwende und dem Kaplan Xaver Lutz aus Riezlern.
Seit Oktober 2005 besteht ein zweiter Zugang zum Hölloch, der so genannte Plattenalpschacht. Dieser ermöglicht den einfacheren Einstieg in die neueren Höhlenteile und wird die weitere Forschung und Vermessung erleichtern. Der Schacht ist jedoch verschlossen und nicht für touristische Zwecke nutzbar.
Das Hölloch ist eine aktive Wasserhöhle. Wasser dringt bei Schneeschmelze oder Regen innerhalb kürzester Zeit ein und kann den Rückweg abschneiden. Für die Befahrung ist eine stabile Wetterlage unbedingt erforderlich. Eine Befahrung sollte nur durch trainierte, erfahrene Höhlenforscher erfolgen.

## Filme
Es existieren zahlreiche Filme über das Hölloch, u. a.:
- 1977: Eine Seilfahrt in die Unterwelt (Gerhard Baur)
- 1994: Mit dem Wasser in die Tiefe (Gerhard Baur)[3]
- 2011: Hölloch – Geschichten aus der Unterwelt (Gerhard Baur)[4]
- Highway to Hell (Jürgen Schafroth)[5]
- 2019: Abstieg ins Hölloch – 3 Tage in unbekannter Finsternis (Arte Re: Doku)[6]